# Блаце (Вишеград)
Блаце (серб. Блаце / Blace) — село в общине Вишеград Республики Сербской Боснии и Герцеговины. Население составляет 25 человек по переписи 2013 года.